# Polska na mistrzostwach świata juniorów w lekkoatletyce

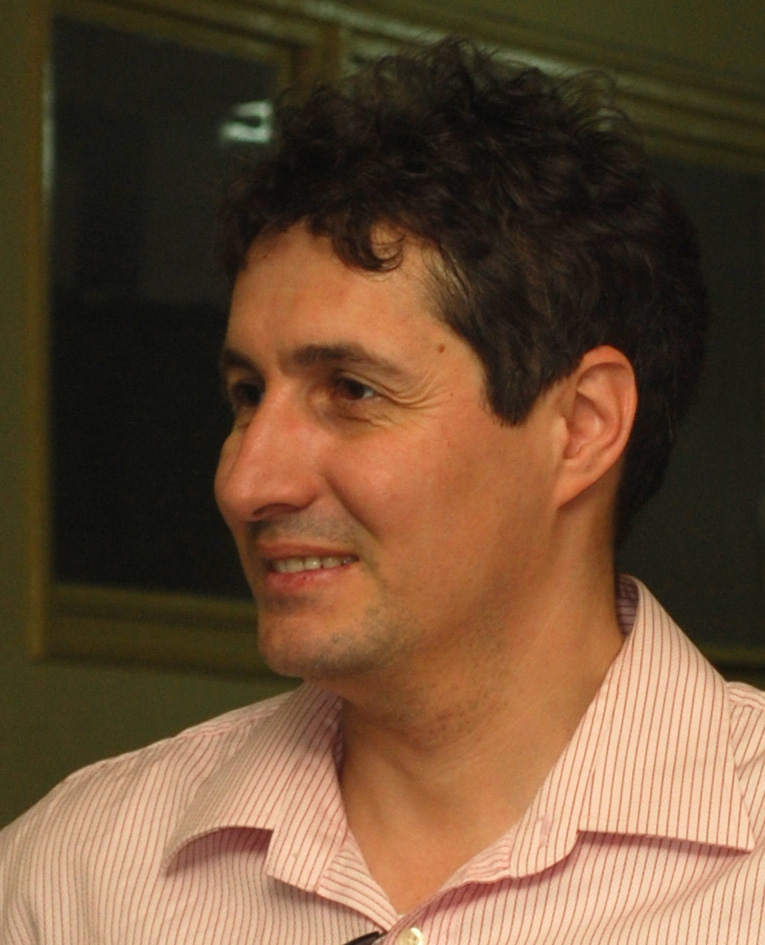
Artur Partyka zdobył drugi złoty medal dla Polski w historii mistrzostw świata juniorów

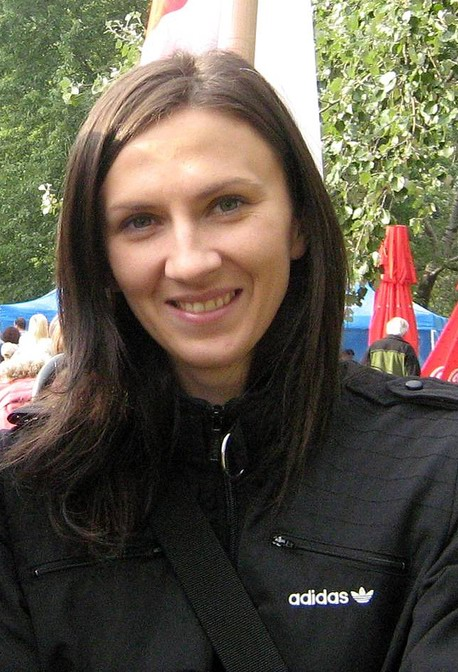
Wicemistrzyni świata juniorek w skoku o tyczce z 1998 roku – Monika Pyrek

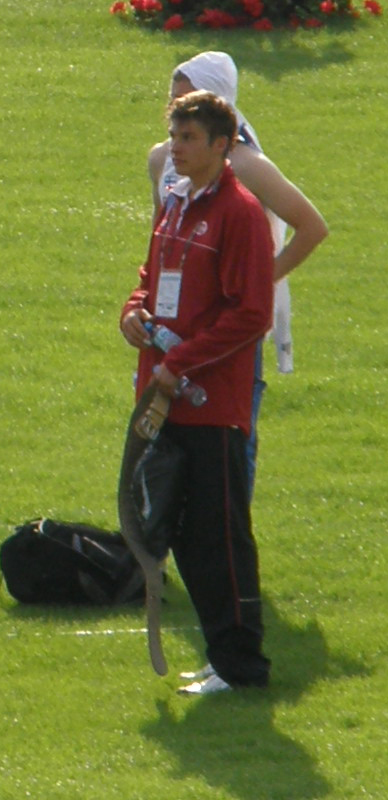
Robert Szpak został w 2008 mistrzem świata juniorów w rzucie oszczepem

Polska na mistrzostwach świata juniorów w lekkoatletyce – reprezentacja Polski uczestniczy w światowym czempionacie juniorów od jego pierwszej edycji, która odbyła się w 1986 roku na stadionie olimpijskim w Atenach.
Pierwszy medal dla Polski mistrzostwach globu juniorów – brązowy – zdobyła w 1986 męska sztafeta 4 × 100 metrów w składzie Jarosław Kaniecki, Tomasz Jędrusik, Jacek Konopka i Marek Parjaszewski. Złoty medal i tytuł mistrza świata juniorów pierwsi Polacy zdobyli dwa lata później – w 1988 w Greater Sudbury na najwyższym stopniu podium stanęli Tomasz Jędrusik w biegu na 400 metrów (29 lipca) oraz Artur Partyka w skoku wzwyż (31 lipca).
Najliczniejsza reprezentacja wystąpiła na mistrzostwach świata juniorów w 2008 kiedy organizatorem imprezy była Polska, a zawody odbywały się w Bydgoszczy.

## Podsumowanie startów
W sumie podczas trzynastu dotychczasowych edycji mistrzostw Polska zdobyła 35 medali w tym 8 złotych, 14 srebrnych oraz 13 brązowych. Tylko raz w historii – w 2010 w Moncton – żaden reprezentant Polski nie stanął na podium.
| Mistrzostwa Świata Juniorów | Liczba Polaków | Złoto | Srebro | Brąz | Razem | Finały | Punkty |
| Ateny 1986                  |                | 0     | 0      | 1    | 1     | 5      | 15     |
| Greater Sudbury 1988        |                | 2     | 0      | 3    | 5     | 7      | 40,5   |
| Płowdiw 1990                |                | 0     | 1      | 1    | 1     | 4      | 11     |
| Seul 1992                   |                | 0     | 1      | 1    | 2     | 3      | 18     |
| Lizbona 1994                |                | 1     | 0      | 0    | 1     | 7      | 29     |
| Sydney 1996                 |                | 1     | 1      | 0    | 2     | 8      | 31     |
| Annecy 1998                 |                | 0     | 1      | 3    | 3     | 16     | 53,5   |
| Santiago de Chile 2000      |                | 1     | 2      | 3    | 6     | 17     | 71     |
| Kingston 2002               |                | 1     | 2      | 2    | 5     | 12     | 57     |
| Grosseto 2004               |                | 0     | 1      | 0    | 1     | 10     | 33     |
| Pekin 2006                  |                | 1     | 0      | 1    | 2     | 12     | 49     |
| Bydgoszcz 2008              | 69             | 1     | 2      | 0    | 3     | 12     | 50     |
| Moncton 2010                | 40             | 0     | 0      | 0    | 0     |        | 16     |

## Polscy medaliści mistrzostw świata juniorów

### Złoci medaliści
- 1988 – Tomasz Jędrusik – bieg na 400 metrów; Artur Partyka – skok wzwyż
- 1994 – Szymon Ziółkowski – rzut młotem
- 1996 – Maciej Pałyszko – rzut młotem
- 2000 – Marek Plawgo – bieg na 400 metrów przez płotki
- 2002 – Igor Janik – rzut oszczepem
- 2006 – Artur Noga – bieg na 110 metrów przez płotki
- 2008 – Robert Szpak – rzut oszczepem
- 2014 – Konrad Bukowiecki – pchnięcie kulą

### Srebrni medaliści
- 1990 – Dariusz Trafas – rzut oszczepem
- 1992 – Jacek Muller – chód na 10 kilometrów
- 1996 – Tomasz Ścigaczewski – bieg na 110 metrów przez płotki
- 1998 – Monika Pyrek – skok o tyczce
- 2000 – Marcin Jędrusiński – bieg na 200 metrów; Aneta Lemiesz – bieg na 400 metrów
- 2002 – Agnieszka Frankowska – bieg na 100 metrów  przez płotki; Anna Ksok – skok wzwyż
- 2004 – Jakub Giża – pchnięcie kulą
- 2008 – Paweł Wojciechowski – skok o tyczce; Sylwester Bednarek – skok wzwyż
- 2012 – Krzysztof Brzozowski – pchnięcie kulą; Wojciech Praczyk – rzut dyskiem; Karol Zalewski, Rafał Smoleń, Piotr Kuśnierz, Patryk Dobek – sztafeta 4 × 400 metrów

### Brązowi medaliści
- 1986 – Jarosław Kaniecki, Tomasz Jędrusik, Jacek Konopka, Marek Parjaszewski – sztafeta 4 × 100 metrów
- 1988 – Dorota Buczkowska – bieg na 800 metrów; Małgorzata Kiełczewska – rzut oszczepem; Jarosław Kotewicz – skok wzwyż
- 1992 – Grzegorz Muller – chód na 10 kilometrów
- 1998 – Robert Witt – bieg na 1500 metrów; Wojciech Kondratowicz – rzut młotem
- 2000 – Rafał Wieruszewski, Karol Terejlis, Adrian Gałaszewski, Marek Plawgo – sztafeta 4 × 400 metrów; Tomasz Śmiałek – skok wzwyż; Tomasz Chrzanowski – pchnięcie kulą
- 2002 – Urszula Jasińska – rzut oszczepem; Michał Hodun – rzut dyskiem
- 2006 – Ewelina Klocek – bieg na 200 metrów